# Cinque Terre (vino)
Il Cinque Terre è un vino DOC la cui produzione è consentita in alcuni comuni della provincia della Spezia.

## Zona di produzione
Vedi: Cinque Terre DOC

## Storia
Le prime viti sono state piantate nelle Cinque Terre da navigatori greci. In epoca romana, Plinio proclama i vini di Luna (l'attuale Luni) come i migliori d'Etruria (Etruriae palmam Luna habet). Alla fine dell'XI secolo (l'epoca dei Comuni), lo sviluppo dei rapporti commerciali stimola la produzione agricola (anche viticola) della zona. Nel Medioevo, sotto la spinta demografica, si mettono a coltura (olivo, vite ortaggi) anche i terreni più acclivi e compaiono i terrazzamenti sostenuti da muretti a secco.
Nel XVIII e nel XIX secolo si sviluppa la tendenza alla esclusione di tutte le altre colture per fare spazio ai vigneti, sotto la spinta di un ulteriore sviluppo demografico. A principio del XX secolo, P. Riccobald in «Straniero Indesiderabile» scrive: «Quelli erano tempi veramente duri. La miseria era spaventosa, a Manarola l'unica risorsa era il vino prodotto da terra avara che richiedeva durissimo lavoro e sovrumani sacrifici. Emigrare, cercare lavoro fuori era considerato come una dichiarazione di resa. Perciò quasi tutti rimanevano aggrappati ai loro vigneti, orgogliosi di essere proprietari, di lavorare in proprio.»[1]
Nel 1920 la fillossera, come nel resto d'Europa, distrugge tutti i vigneti. Dal 1930 si reimpianta su piede americano, cioè su piante delle vitacee appartenenti al raggruppamento delle "viti americane", che comprende Parthenocissus quinquefolia, Vitis labrusca, Vitis rupestris, Vitis berlandieri.
Nel 1973 vengono create una cantina sociale ed una cooperativa agricola le quali, insieme alla messa in opera di monorotaie con carrelli per il trasporto di materiali e persone, favoriscono la rinascita ed un notevole sviluppo di tutte le attività agricole, in primo luogo ovviamente la viticoltura. Nel 1999 viene istituito il Parco nazionale delle Cinque Terre che, fra i suoi scopi, si prefigge di salvaguardare i terrazzamenti e i muri a secco. Al momento (2013) è l'unico Parco nazionale finalizzato alla tutela di un ambiente antropizzato.[1]

## Vitigni con cui è consentito produrlo
- Bosco minimo 60%
- Albarola fino al 20%
- Vermentino fino al 20%
- riferimento disciplinare 1973 tutte le successive modifiche non si sono potute apportare causa mancato accordo associazioni di categoria nel 2012

## Tecniche di produzione
Densità minima 6 250 ceppi/ha)
È vietata ogni pratica di forzatura, ma consentita l'irrigazione di soccorso
Tutte le operazioni di vinificazione debbono essere effettuate nella zona prevista per la DOC

## Caratteristiche organolettiche
- colore: giallo paglierino più o meno intenso, vivo;
- profumo: intenso, netto, fine, persistente;
- sapore: secco, gradevole, sapido, caratteristico;
- acidità totale minima: 5,0 g/l.

## Informazioni sulla zona geografica
Vedi: Cinque Terre DOC

## Storia
Vedi: Cinque Terre DOC
Precedentemente all'attuale disciplinare questa DOC era stata:
- Approvata con D.P.R. 29.05.1973 G.U. 217 - 23.08.1973
- Modificata con DM 14.10.1989 G.U. 255 - 31.10.1989
- Modificata con DM 06.09.1999 G.U. 219 - 17.09.1999
- Modificata con DM 07.03.2000 G.U. 76 - 31.03.2000
- Modificata con DM 12.10.2007 G.U. 246 - 22.10.2007
- Modificata con DM 22.04.2008 G.U. 117 - 20.05.2008
- Modificata con DM 20.10.2009 G.U. 252 - 29.10.2009

Il precedente disciplinare del 1973 prevedeva:
- Sottozone
  - Costa de Sera
  - Costa de Campu
  - Costa de Posa
- resa_uva=90 q
- resa_vino=70,0%
- titolo_uva=10,5%
- titolo_vino=11,0%
- estratto_secco=15,0‰
- vitigno:
  - Bosco: 60.0% - 100.0%
  - Albarola e Vermentino
- Caratteristiche organolettiche
  - colore: giallo paglierino più o meno intenso, vivo.
  - odore: intenso, netto, fine, persistente.
  - sapore: secco, gradevole, sapido, caratteristico.[2]

## Abbinamenti consigliati
Va servito fresco tra 13 e 16 °C.
Va bene con gli antipasti:
- acciughe sotto sale dissalate,
- l'insalata di mare.

Ottimo se abbinato a Primi piatti di pasta semplice o ripiena:
- pansotti
- Trofie/Picagge/Trenette condita con il pesto alla genovese, patate e fagiolini bolliti.

Secondi piatti a base di pesce e altri piatti della cucina ligure:
- cima alla genovese
- cappon magro.

Per strada
- con una bella slerfa di focaccia genovese
- Patatine,
- Farinata di ceci
- Panino imbottito

Accompagna la cucina di mare dall'antipasto al secondo, acciughe sotto sale, acciughe ripiene impanate e fritte, torte salate, focacce liguri, pasta con crostacei, risotto alla marinara, pesce nobile di mare al forno (rombo, spigola, orata, san pietro).

## Produzione
| Provincia | stagione  | volume ettolitri |
| --------- | --------- | ---------------- |
| La Spezia | (1990/91) | 2800,82          |
| La Spezia | (1991/92) | 3944,18          |
| La Spezia | (1992/93) | 2798,75          |
| La Spezia | (1993/94) | 3879,26          |
| La Spezia | (1994/95) | 3212,27          |
| La Spezia | (1995/96) | 1649,07          |
| La Spezia | (1996/97) | 2025,72          |